# Paleothyris acadiana
Paleothyris acadiana és una espècie de rèptil captorrínid extint de la família dels protorotirídids. Se n'han trobat restes fòssils al Canadà.